# Barvinok (Zvenihorodkai járás)
Barvinok (ukránul: Барвінок) falu Ukrajna Cserkaszi területének Zvenihorodkai járásában. Önálló tanácsa nincs, a Csemeriszke falu községi tanácsához tartozik. Lakóinak száma 54 fő. A területi központtól, Cserkaszitól 108 km-re nyugatra fekszik, 202 m-es átlagos tengerszint feletti magasságon.